# Bruniquel
Bruniquel ist eine südfranzösische Gemeinde mit 639 Einwohnern (Stand 1. Januar 2022) im Département Tarn-et-Garonne in der Region Okzitanien (zuvor Midi-Pyrénées). Bruniquel ist als eines der Plus beaux villages de France („Schönste Dörfer Frankreichs“) klassifiziert. In Ortsnähe befindet sich die rund 176.500 Jahre alten Steinkreise in der Höhle von Bruniquel, die bisher älteste bekannte von Menschen geschaffene Struktur.

## Lage
Bruniquel liegt auf einer Anhöhe über dem linken Ufer des Aveyron, an der Einmündung seines Nebenflusses Vère. Die Stadt Montauban liegt etwa 28 Kilometer westlich; der Weinort Gaillac etwa 35 Kilometer südöstlich. Die ebenfalls zu den „Schönsten Dörfern Frankreichs“ gehörenden Orte Puycelsi und Castelnau-de-Montmiral befinden sich zwölf bzw. 23 Kilometer südöstlich.

## Bevölkerungsentwicklung
| Jahr      | 1962 | 1968 | 1975 | 1982 | 1990 | 1999 | 2006 | 2018 |
| --------- | ---- | ---- | ---- | ---- | ---- | ---- | ---- | ---- |
| Einwohner | 449  | 515  | 478  | 446  | 469  | 561  | 587  | 605  |

Im 19. Jahrhundert hatte der Ort beständig zwischen 1500 und 1850 Einwohner. Die Reblauskrise im Weinbau und die Mechanisierung der Landwirtschaft führten zu einem Verlust von Arbeitsplätzen und infolgedessen zu einem beständigen Rückgang der Bevölkerung.

## Wirtschaft
Die Gemeinde lebt heute in erster Linie von der Land- und Forstwirtschaft sowie vom Handwerk und vom Kleingewerbe. Seit den 1960er Jahren spielt auch der Tourismus in Form der Vermietung von Ferienwohnungen eine Rolle.

## Geschichte

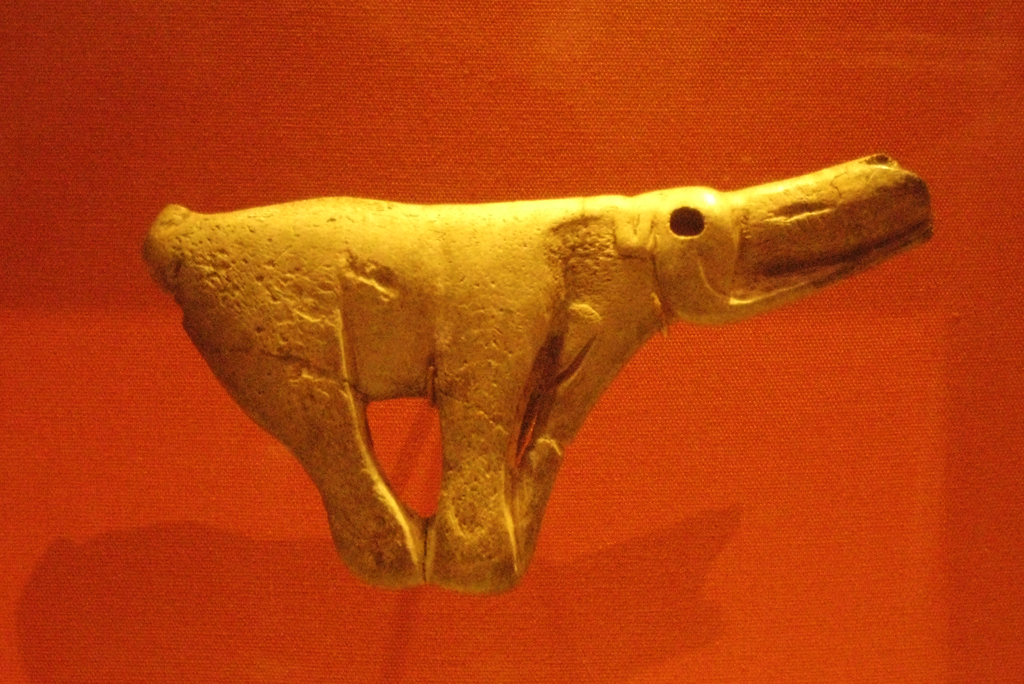
Mammut-Speerschleuder

Die Steinkreise in der Höhle von Bruniquel sind Spuren menschlicher Nutzung aus der Zeit vor 176.000 Jahren.
Die Speerschleuder in Form eines Mammuts wurde im "Montastruc Rock Shelter" in Bruniquel entdeckt. Sie stammt aus dem späten Magdalénien und ist etwa 12.500 Jahre alt. Es ist Teil der Christy Collection im British Museum (Palart 551).
Bruniquel ist eine mittelalterliche Ortschaft im Quercy, deren Burgen (die ältere und die jüngere) den Aveyron überragen. Am Fuß der Burgen befinden sich prähistorische Felsdächer (abris), etwas entfernt zahlreiche weitere archäologische Fundstellen. Im Mittelalter erfuhr der Ort aufgrund seiner Lage am Jakobsweg einen großen Aufschwung.

## Sehenswürdigkeiten
- Sehenswert ist vor allem das Ortsbild von Bruniquel: Die Mehrheit der Häuser stammt aus dem 14. bis 16. Jahrhundert; die meisten bestehen aus unbehauenen Natursteinen (Bruchsteine), einige aber auch aus verputztem oder mit Ziegelsteinen gefülltem Fachwerk. Die gewundenen Straßen haben zum Teil noch ihre alte Pflasterung.
- Der Überlieferung nach soll die ältere Burg im 6. Jahrhundert von der merowingischen Königin Brunichild gegründet worden sein. Das Château vieux besitzt noch seinen Donjon aus dem 12. Jahrhundert (damals gehörte der Ort zur Grafschaft Toulouse) und Wohnräume aus dem 13. Jahrhundert. Darüber hinaus gibt es noch eine Renaissance-Galerie, weitere Teile wurden im 18. und 19. Jahrhundert umgestaltet. Das Château jeune mit seiner Renaissance-Galerie mit sechs Arkaden überragt das Tal des Aveyron um mehr als 80 Meter. Es stammt aus der Zeit zwischen 1485 und 1510 und wurde im Barock umgebaut. Das Ensemble ist seit 1840 als Monument historique[3] anerkannt.

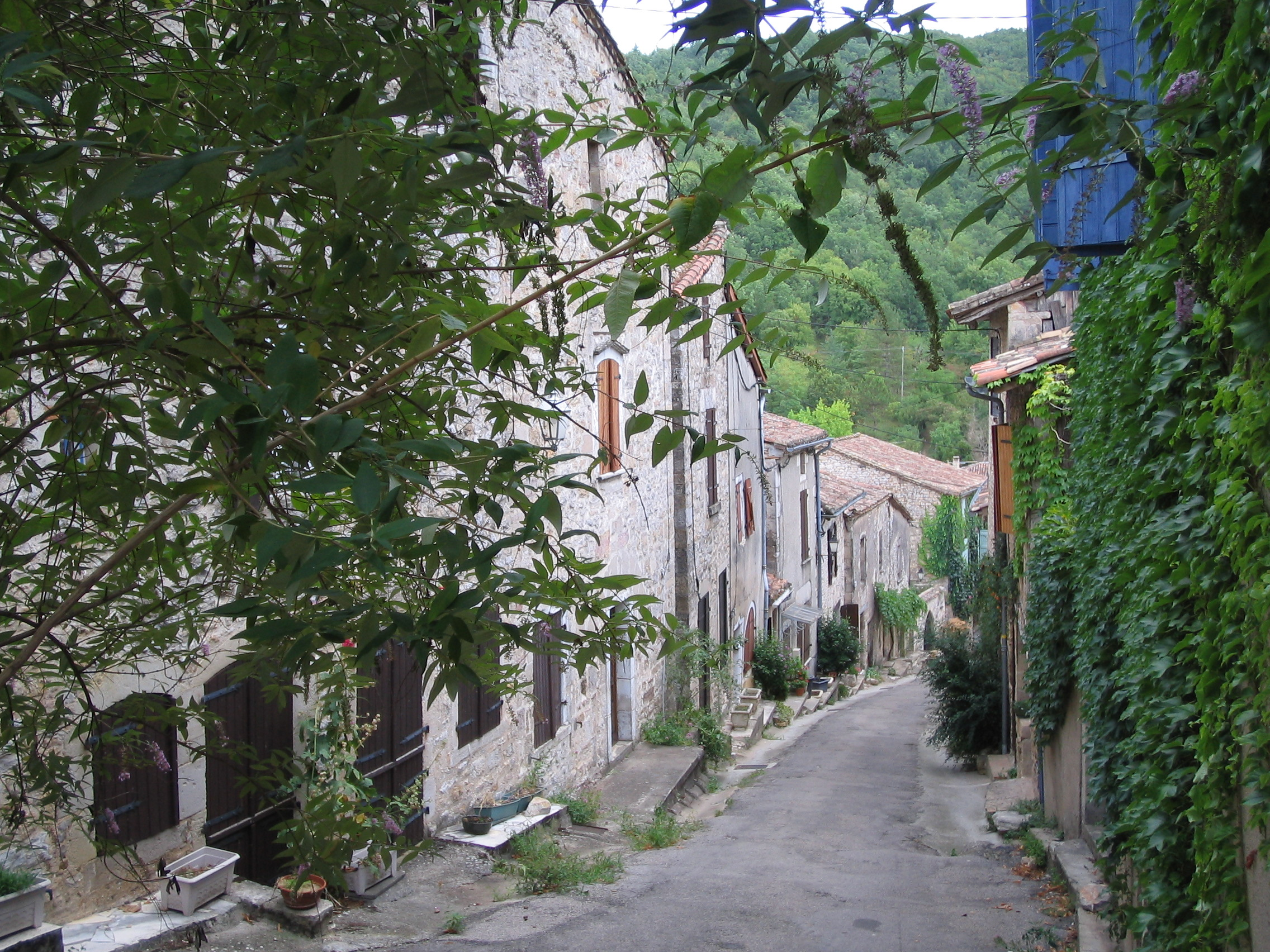
Hauptstraße
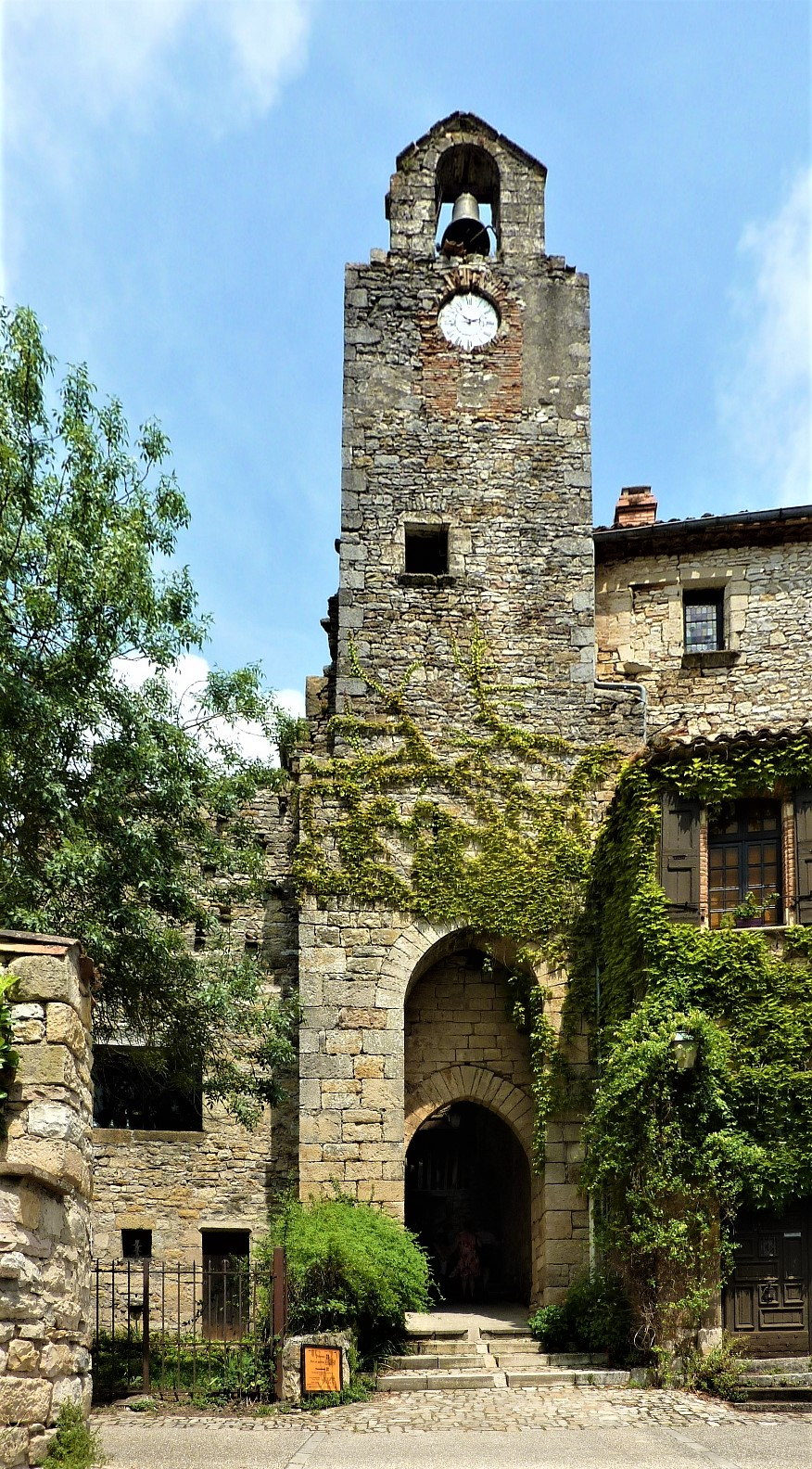
Porte Méjane und Glockenturm
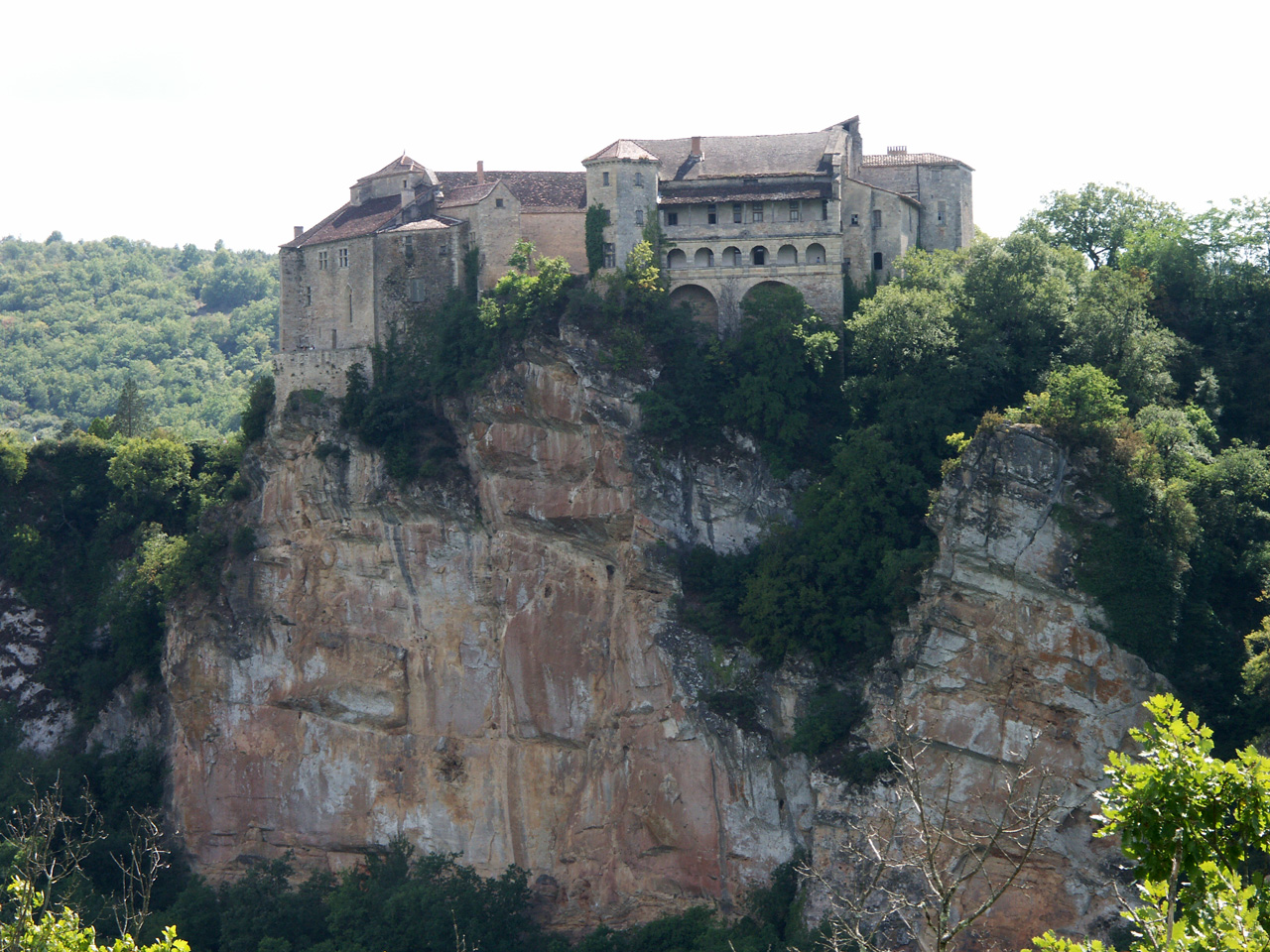
Château jeune

## Sonstiges
Die Burgen von Bruniquel dienten 1975 als Kulisse für den preisgekrönten Film Das alte Gewehr von Robert Enrico mit Romy Schneider und Philippe Noiret.